# Wybory do Parlamentu Europejskiego na Słowacji w 2019 roku
Wybory do Parlamentu Europejskiego IX kadencji na Słowacji zostały przeprowadzone 25 maja 2019 roku. Słowacy wybrali 14 eurodeputowanych. Frekwencja wyniosła 22.74%.

## Wyniki wyborów
|  | Partia                                            | Grupa w PE | Mandaty | Zmiana | Liczba głosów | % głosów | Zmiana |
|  | ------------------------------------------------- | ---------- | ------- | ------ | ------------- | -------- | ------ |
|  | Postępowa Słowacja SPOLU – Obywatelska Demokracja | ALDE EPP   | 2       | 2      | 198 255       | 20,11    | 20,11  |
|  | Postępowa Słowacja SPOLU – Obywatelska Demokracja | ALDE EPP   | 2       | 2      | 198 255       | 20,11    | 20,11  |
|  | Kierunek – Socjalna Demokracja                    | S&D        | 3       | 1      | 154 996       | 15,72    | 8,37   |
|  | Partia Ludowa Nasza Słowacja                      | brak       | 2       | 2      | 118 995       | 12,07    | 10,34  |
|  | Ruch Chrześcijańsko-Demokratyczny                 | EPP        | 2       |        | 95 588        | 9,69     | 3,52   |
|  | Wolność i Solidarność                             | ECR        | 2       | 1      | 94 839        | 9,62     | 2,96   |
|  | Zwyczajni Ludzie                                  | ECR        | 1       |        | 51 834        | 5,25     | 2,39   |
|  | Partia Społeczności Węgierskiej                   | EPP        | 0       | 1      | 48 929        | 4,96     | 1,57   |
|  | Słowacka Partia Narodowa                          | EFD        | 0       |        | 40 330        | 4,09     | 0.48   |
|  | Chrześcijańska Unia                               | brak       | 0       |        | 37 974        | 3,85     | 3,85   |
|  | Jesteśmy Rodziną                                  | ENL        | 0       |        | 31 840        | 3,23     | 3,23   |
|  | Most-Híd                                          | EPP        | 0       | 1      | 25 562        | 2,59     | 3,24   |
|  | Łącznie                                           |            | 14      |        | 1 007 398     | 100,0    |        |